# Zerstörer 1936C
Zerstörer 1936C-klassen var en utveckling av det tyska örlogsfartygsklassen Zerstörer 1936B.
Kort efter andra världskrigets utbrott blev det tydligt att alla existerande tyska jagare hade otillräckligt luftvärn som skydd mot luftanfall. Eftersom antalet lätta luftvärnskanoner inte kunde utökas mycket mera behövde jagaren en ny huvudbestyckning som kunde bekämpa både luft- och sjömål.
År 1941 övervägde man använda Luftwaffes nya luftvärnskanon, 12,8 cm Flak 40, i dubbelmontage för en ny klass av jagare.
De två beställda fartygen var av modifierad Zerstörer 1936B-klass som byggts om för att bära de nya vapnen. Fartygen påbörjades år 1942 men avslutades aldrig. Ytterligare fyra fartyg beställdes år 1943 men inget av dessa påbörjades ens.

## Fartyg av klassen
| Namn | Konstruktör           | Sjösatt | I tjänst | Öde |
| Z46  | Deschimag Bremen 1943 | ---     | ---      | På grund av materialbrist, speciellt koppar fortskred byggandet sakta. Fartyget skadades svårt under flera flyganfall mot Bremen. I november 1944 stoppades slutligen bygget, det ej färdigställda fartyget höggs upp år 1945. |
| Z47  | Deschimag Bremen 1943 | ---     | ---      | På grund av materialbrist, speciellt koppar fortskred byggandet sakta. Fartyget skadades under flera flyganfall mot Bremen. I november 1944 stoppades slutligen bygget, det ej färdigställda fartyget höggs upp år 1945.       |
| Z48  | ---                   | ---     | ---      | Trots att fartyget beställdes i juni 1943 påbörjades aldrig fartyget. |
| Z49  | ---                   | ---     | ---      | Trots att fartyget beställdes i juni 1943 påbörjades aldrig fartyget. |
| Z50  | ---                   | ---     | ---      | Trots att fartyget beställdes i juni 1943 påbörjades aldrig fartyget. |